# Giuseppe Cerbara
Giuseppe Cerbara (Roma, 15 luglio 1770 – Roma, 6 aprile 1856) è stato un medaglista e incisore di gemme italiano.

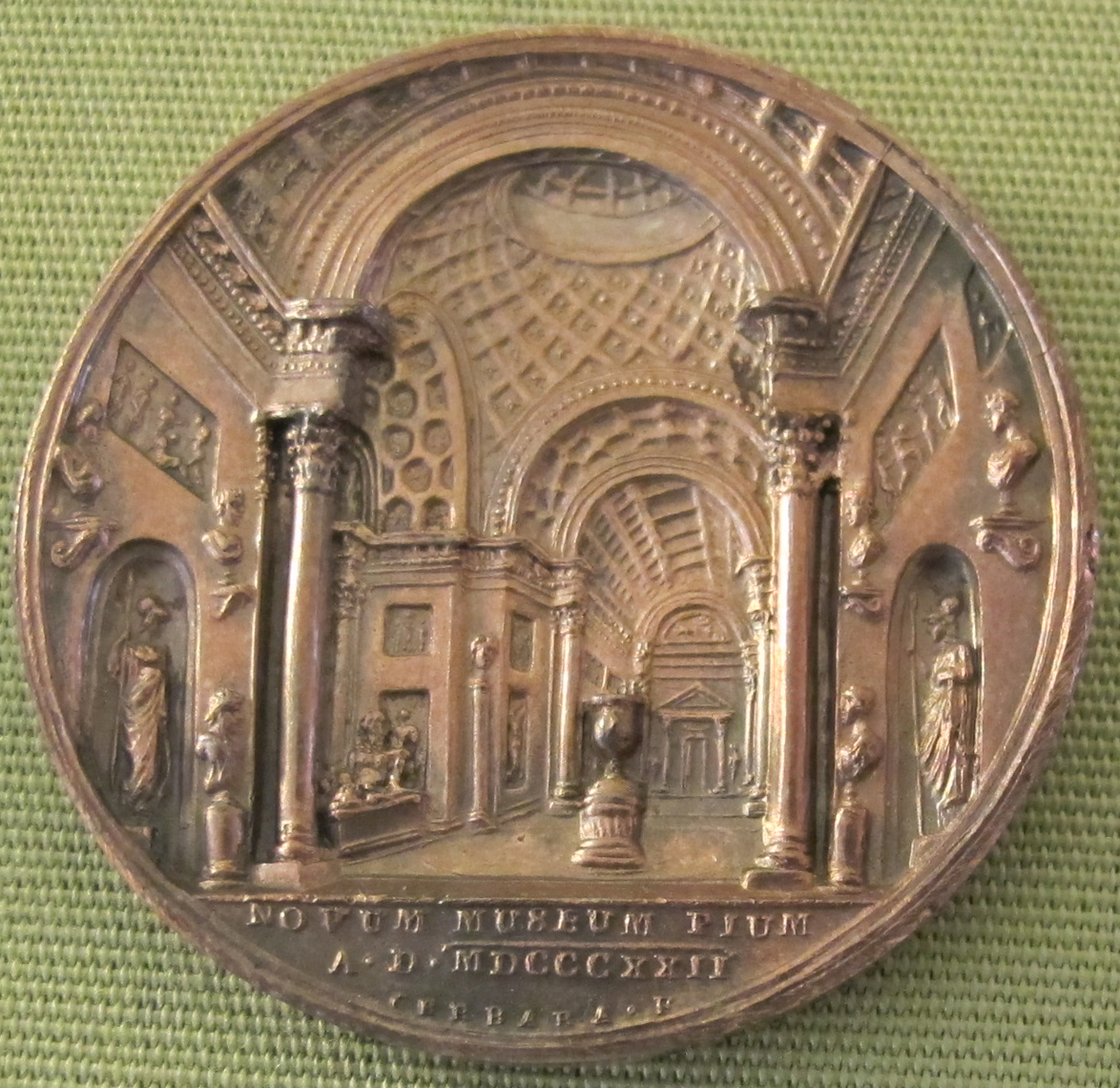
Giuseppe Cerbara, inaugurazione del Braccio Nuovo nei Musei vaticani, 1822

Figlio d'arte, suo padre era Giovanni Battista Cerbara, uno dei migliori incisori e medaglisti romani del '700. Il fratello Nicola Cerbara era anche lui un medaglista ed incisore di monete.
La sua abilità lo porta rapidamente ad ottenere riconoscimenti: nel 1812 diventa membro dell'Accademia di S. Luca, nel 1815 dell'Akademie der Bildenden Künste di Vienna, nel 1825 della Royal Academy of Fine Art of Antwerp. Nel 1831 entra a far parte della Congregazione dei Virtuosi al Pantheon e nel 1834 dell'Accademia Fiorentina di Belle Arti.
Nel 1822 diviene Incisore Generale della zecca papale e insieme a Giuseppe Girometti produce le medaglie papali con cadenza biennaale. Nello stesso periodo appronta anche conii per monete sia per la zecca Romana che per la zecca di Bologna.
Dal 1823 inizia a produrre la serie di medaglie conosciute come Dalla Lavanda. Aveva bottega a Roma in Piazza di Spagna n. 9.

## Produzione
Fra le sue medaglie più note si possono annoverare:
- inaugurazione del museo Chiaramonti (1822)
- medaglia raffigurante il Cardinal Ercole Consalvi (1824)
- visita di Leone XII all'Ospedale del Santo Spirito (1826)
- visita di Gregorio XVI all'Ospizio Apostolico (1831)
- inaugurazione del nuovo sistema monetario (1835)
- inaugurazione del palazzo camerale (1840)
- Pio IX prende possesso della basilica lateranense (1846)
- inaugurazione del nuovo museo di San Giovanni in Laterano (1853)
- restauri di Porta Pia (1854)

## Monete
Per Leone XII:
- Doppio zecchino
- Zecchino
- Doppia
- Scudo
- Mezzo baiocco

Sede vacante 1829
- Scudo
- Mezzo scudo

Per Pio VIII
- 30 Baiocchi
- Baiocco
- 1/2 Baiocco
- Quattrino

Sede vacante 1830-31
- Scudo
- 30 Baiocchi

### Sigle
C, G C, CERB, CERBAR, CERBARA, G CERBARA F, G CERBARA